# Chì(IV) oxide
Chì(IV) Oxide, còn được gọi với nhiều cái tên khác là chì dioxide, plumbic Oxide hoặc axit plumbic khan, là một hợp chất vô cơ có công thức hóa học được quy định là PbO2. Hợp chất này là một Oxide, trong đó chì mang giá trị oxy hóa là +4. Hợp chất này tồn tại dưới hình dạng là một tinh thể màu nâu sẫm, không mùi và gần như không hòa tan trong nước. Nó tồn tại dưới hai dạng tinh thể: Tinh thể loại alpha lần đầu tiên được tổng hợp vào năm 1941 và được biết đến rằng dạng thù hình này có tồn tại trong tự nhiên, với vai trò là một khoáng chất hiếm có tên scrutinyit, được phát hiện vào năm năm 1988. Kiểu thù hình beta từ diện là kiểu phổ biến hơn phổ biến hơn, lần đầu tiên được xác định có trong khoáng sản plattnerit, lần đầu được phát hiện khoảng năm 1845 và sau đó nó đã được sản xuất tổng hợp. Chì(IV) Oxide là một chất oxy hóa mạnh được sử dụng trong sản xuất diêm, pháo hoa, thuốc nhuộm và các hóa chất khác. Nó cũng có một số ứng dụng quan trọng trong hóa điện, đặc biệt là trong các tấm cực dương của pin axit chì.